# أكسيد الزرنيخ الثلاثي
أكسيد الزرنيخ الثلاثي أو  ثلاثي أكسيد الزرنيخ  مركب كيميائي له الصيغة As2O3 ، ويكون على شكل بلورات بيضاء.

## الخواص
- ينحل أكسيد الزرنيخ الثلاثي بالماء والمحلات الأخرى بصعوبة، لكنه ينحل في الأحماض والقلويات مشكلاً الأملاح الموافقة حسب المعادلات:

As2O3 + 6NaOH → 2Na3AsO3 + 3H2O
As2O3 + 6HCl → 2AsCl3 + 3H2O
- يوجد أكسيد الزرنيخ الثلاثي بشكلين حسب البنية البلورية له، إحداهما مكعبة وهي ثابتة عند درجات الحرارة العادية، وأخرى أحادية الميل تكون ثابتة عند درجات حرارة فوق 221°س.

## التحضير
- يوجد أكسيد الزرنيخ الثلاثي في الطبيعة.
- يحضر مخبرياً إما من حرق فلز الزرنيخ بالهواء حسب المعادلة:

2As + 3/2O2 → As2O3
- يحضر أكسيد الزرنيخ الثلاثي صناعياً من تحميص معدن الزرنيخ الذي يوجد غالباً على شكل كبريتيد مع فلز الحديد حسب المعادلة:

2FeAsS + 5O2 → Fe2O3 + As2O3 + 2SO2

## الاستخدامات
- يعد أكسيد الزرنيخ الثلاثي مصدراً لإنتاج جميع مركبات الزرنيخ الأخرى.

### الاستخدام الطبي
يستعمل في علاج اللوكيميا الحادة بخلايا النخاع الخديج أو ابيضاض سلائف النقويات الحاد.